# I Dik Dik (album)
I Dik Dik è il primo album in studio del gruppo musicale italiano Dik Dik, pubblicato in Italia dall'etichetta discografica Dischi Ricordi nel dicembre del 1967. Nel 1968 venne pubblicato anche in Venezuela e, da altre etichette discografiche, anche in Brasile e Romania.

## Tracce
Lato A
1. Senza luce (Cover di A Whiter Shade of Pale dei Procol Harum) – 4:00 (testo: Mogol, Keith Reid – musica: Gary Brooker)
2. Guardo te e vedo mio figlio – 2:30 (testo: Mogol – musica: Lucio Battisti)
3. Se io fossi un falegname (Cover di If I Were a Carpenter di Tim Hardin) – 2:50 (testo: Mogol – musica: Tim Hardin)
4. Windy (Cover dell'omonimo brano dei Association) – 2:30 (testo: Luigi Clausetti – musica: Ruthann Friedman,)
5. Cado giù (My World Fell Down) (Cover di My World Fell Down degli Ivy League) – 3:00 (testo: Mogol – musica: John Carter, Aaron Lewis)
6. Serenella (Cover di Serenella di Bobby Solo[3]) – 3:25 (testo: Mogol – musica: Carlo Donida)

Lato B
1. Sognando la California (Cover di California Dreamin' dei Mama's & Papa's) – 2:20 (testo: Mogol – musica: John Phillips)
2. Il mondo è con noi (Cover di I Saw Her Again dei Mama's & Papa's) – 2:30 (testo: Mogol – musica: John Phillips)
3. Inno (Cover di Let's Go to San Francisco dei Flowerpot Men) – 3:55 (testo: Mogol – musica: John Carter, Aaron Lewis)
4. Dolce di giorno – 2:40 (testo: Mogol – musica: Lucio Battisti)
5. Nel 1303 (Cover di Do You Believe dei The Storybook People) – 4:12 (testo: Mogol – musica: Glenn Grey)

- Durata brani ricavati dalle note su vinile della pubblicazione brasiliana dell'album edito nel 1968 dalla Chantecler (RI-8046)

## Formazione
- "Pietruccio" (Pietro Montalbetti) – chitarra solista
- "Pepe" (Erminio Salvaderi) – chitarra ritmica
- "Lallo" (Giancarlo Sbriziolo) – canto, chitarra basso
- "Sergio" (Sergio Panno) – batteria
- "Mario" (Mario Totaro) – organo Hammond

Note aggiuntive
- Mogol – realizzazione
- Lucio Battisti – consulenza musicale
- Walter Patergnani – tecnico del suono[4]

## Classifica
Singoli
| Anno | Titolo del brano                       | Classifica | Posizione raggiunta |
| ---- | -------------------------------------- | ---------- | ------------------- |
| 1966 | Sognando la California/Dolce di giorno | Hit parade | 3                   |
| 1967 | Senza luce (A Whiter Shade of Pale)    | Hit parade | 3                   |
| 1967 | Senza luce/Guardo te e vedo mio figlio | Hit parade | 14                  |